# 除草剤
除草剤（じょそうざい）は、植物（雑草）を枯らすために用いられる農薬である。接触した全ての植物を枯らす非選択的除草剤と、対象とする植物種を枯らす選択的除草剤に分けられる。植物を枯らす仕組みは、光合成を阻害するもの、植物ホルモンを撹乱させるもの、植物固有のアミノ酸生合成を阻害するものの3つに分けられる。

## 歴史
広く使われた最初の除草剤は2,4-ジクロロフェノキシ酢酸 (2,4-D) で、第二次世界大戦直後から使われた。これは製造が簡単で、広葉（双子葉）植物を枯らすのに対し、イネ科植物には影響を与えず、現在でも用いられる。多くはアミン塩やエステルの形がとられる。2,4-Dの選択性はあまり高くなく、対象でない植物にも害を与える。また一部の広葉雑草やつる植物、スゲ類などには効果が低い。
1970年代にはアトラジンが導入されたが、これはヨーロッパなどで地下水を汚染しているのではないかと疑われている。アトラジンの分解には数週間かかり、降雨によって地中深く浸透すると考えられるためである。このことを「キャリーオーバーが多い」と称し、除草剤としては望ましくない性質である。
グリホサート（商品名: ラウンドアップ）は、1980年代半ばに導入された非選択的除草剤で、直接接触した全ての植物を枯らす。現在では遺伝子操作により、これに薬剤耐性を有する作物が開発されたため、雑草防除用の主要除草剤となっており、除草剤と耐性作物種子（遺伝子組換え作物）が合わせて売られるようになった。
2015年には国際がん研究機関が除草剤グリホサートを、グループ1に次ぎ2番目に発癌性リスクの高いグループ2A（ヒトに対しておそらく発癌性がある）に指定した。2018年8月には、アメリカ合衆国において癌になったとしてモンサントを訴訟した裁判で、損害賠償金2億8,900万ドル（約320億円）の支払いを命じた。
現在の農業用除草剤は、散布後短時間で分解するように調製されている。これは、現在目的とする作物の次に栽培する作物への影響を減らす意味で望ましい。

## 用途
除草剤は、芝生の管理、道路や線路や駐車場など生活空間の雑草防除のほか、雑草に隠れてる害虫を失くすため、農業に広く使用される（雑草を放置すると、生産作物に病害虫が発生してしまう）。林業、牧草地、また野生生物生息地の保護（たとえばガラパゴス諸島）にも用いられる。

## 分類
除草剤は、法律、作用の様式、作用機序、殺草選択性、化学的な構造、製剤別などによって分類される。

### 日本の農薬取締法による分類
除草剤（農林水産省の登録がある）
- 農耕地に使える農薬
- 農耕地の他、非農耕地（宅地、運動場、駐車場、道路、線路、墓地など農耕地ではないところ）にも使用できる。

非農耕地専用除草剤（農林水産省の登録がある）
- 非農耕地のみに使える農薬
- 農耕地に使用すると「農薬取締法」違反となり、罰則の対象となる。
  - 販売に係る義務違反：個人は3年以下の懲役もしくは100万円以下の罰金。法人は1億円以下の罰金。
  - 使用に係る義務違反：3年以下の懲役もしくは100万円以下の罰金。

非農耕地専用除草剤（農林水産省の登録がない）
- 非農耕地のみに使え、農薬ではない。
- 農耕地に使用すると「農薬取締法」違反となり、罰則の対象となる。

### 作用の様式による分類
接触型
茎葉処理剤は、散布された除草剤に接触した部分の植物組織だけを除去する。散布により最も速く作用する除草剤であるが、根が枯れないため、根茎から生長する多年生植物には効力が低い。ただ根が残るため、傾斜地や畔の保全に役立つ。
吸収移行型（全草型）
吸収移行型（全草型）除草剤は、茎葉に適用し植物体全体に浸透移行する。根まで枯れるので、接触型除草剤より多くの植物を除去するが、枯殺まで時間がかかる。
土壌処理
土壌処理剤は、土壌に適用し根から吸収されて作用し、あるいは雑草の発芽成長を妨げる。枯殺まで時間がかかる。

### 作用機序による分類
農薬工業会が所属する CropLife International (CLI、世界農薬工業連盟) の対策委員会が取りまとめた、Herbicide Resistance Action Committee (HRAC、除草剤抵抗性対策委員会) 分類に準拠し、分類する。
作用機序による分類は、植物に適用後最初に影響を及ぼす酵素、タンパク質、または生合成経路による分類である。主要なメカニズムは次の通り。
ACCアーゼ（アセチルCoAカルボキシラーゼ、ACCase、EC 6.4.1.2）阻害剤【HRAC分類A】
ACCアーゼ（アセチル補酵素Aカルボキシラーゼ）阻害剤は、主にイネ科雑草を防除し、広葉雑草には影響がない。ACCアーゼは脂質合成の最初の段階に関与し、その阻害剤は膜合成を阻害する。シクロヘキサンジオン系（DIMs）、アリルオキシフェノキシプロピオン酸系（FOPs）などがある。
ALS（アセト乳酸合成酵素、ALS、EC 2.2.1.6）阻害剤【HRAC分類B】
ALS（アセト乳酸合成酵素）は、アミノ酸（バリン、ロイシン、イソロイシン）合成の最初の段階に関与する。(アセトヒドロキシ酸合成酵素(AHAS)阻害)とも言う。アミノ酸合成阻害剤。イネ科にも広葉にも効く。スルホニルウレア系が代表的。
光合成阻害（光化学系II阻害剤）【HRAC分類C】
光化学系II阻害剤は、光合成において水からNADPH2+への電子の流れを阻害する。D2タンパク質のQb部位に結合してプラストキノンの結合を妨げる。したがってこれらの剤はクロロフィルに電子を蓄積させ過剰の酸化を起こして植物を枯らす。トリアジン系、フェニルカルバメート系などの【C1】、ウレア（尿素）系、アミドの【C2】、ニトリル系、フェニルピリダジン系などの【C3】がある。
光合成阻害（過酸化物生成）【HRAC分類D】
光合成の電子伝達系に関与し、生じた過酸化物（活性酸素）が細胞を急激に破壊し、植物を枯らす。ビピリジニウム系（パラコート、ジクワット）がある。
PPO（プロトポルフィリノーゲン酸化酵素、EC 1.3.3.4）阻害剤【HRAC分類E】
PPO（プロトポルフィリノーゲンオキシダーゼ）は、クロロフィルの生合成に関与する酵素で、プロトポルフィリノーゲンIXをプロトポルフィリンへと酸化する。この酵素が阻害をうけるとプロトポルフィリノーゲンIXが蓄積し細胞質へ漏出したのち、細胞質内でプロトポルフィリンへ酸化され、光を受けたプロトポルフィリンが光増感反応により活性酸素を産生する。ジフェニルエーテル系、トリアゾリノンなどがある。
PDS（フィトエン脱飽和酵素系、EC 1.14.99.-）阻害剤【HRAC分類F1】
PD（フィトエンデサチュラーゼ）は、カロテノイドの生合成において、フィトエンを不飽和化する酵素である。阻害を受けると植物はカロテノイドを合成できなくなり葉緑素の分解を伴って白化症状を呈して死に至る。ピリダジノン、ピリジンカルボキサミドなどがある。
4-HPPD（4-ヒドロキシフェニルピルビン酸ジオキシゲナーゼ酵素、EC 1.13.11.27）阻害剤【HRAC分類F2】
HPPD（4-ヒドロキシフェニルピルビン酸ジオキシゲナーゼ）は、上記PDが作用する上で補酵素として必要となるプラストキノンの生合成に関与する酵素である。阻害を受けるとプラストキノンの不足によりPDが働かなくなるため、PD阻害剤と同様に植物が白化して死に至る。ベンゾイルシクロヘキサンジオン系などがある。
カロチノイド生合成(標的部位不明)阻害剤【HRAC分類F3】
F1, F2とは異なる標的部位を阻害することで、白化して死に至る。トリアゾール、ウレア、ジフェニルエーテルなど。
EPSPS（5-エノールピルビルシキミ酸-3-リン酸合成酵素、EC 2.5.1.19）阻害剤【HRAC分類G】
EPSPS阻害剤は、アミノ酸（トリプトファン、フェニルアラニン、チロシン）の合成を阻害する（シキミ酸経路参照）。アミノ酸合成阻害剤（アミノ酸系）。吸収移行型で、イネ科にも広葉にも効く。グリシン系のグリホサート（ラウンドアップ）が代表作。グルホサート耐性の遺伝子組換え作物は、ラウンドアップ・レディー（ダイズ、トウモロコシ、ナタネ、ワタ、テンサイなど）。
グルタミン合成酵素（グルタミンシンターゼ、EC.6.3.1.2）阻害剤【HRAC分類H】
アミノ酸のグルタミン合成を阻害する。アミノ酸合成阻害剤（アミノ酸系）。ホスフィン酸系のグルホシネートなどがある。グルホシネート耐性の遺伝子組換え品種は、リバティーリンク（ナタネ、トウモロコシ、ワタ、ダイズなど）。
DHP(ジヒドロプテロイン酸)合成酵素阻害【HRAC分類I】
ジヒドロプテロイン酸シンターゼは、葉酸合成の中間体として重要であるジヒドロプテロイン酸の合成を阻害する。ジヒドロ葉酸参照。カーバメート系のアシュラムなど。
微小管重合阻害【HRAC分類K1】
微小管を構成するチューブリンに直接作用し、その重合を阻害することにより、細胞の有糸分裂を阻害し、正常な細胞分裂を阻害することで、一年生雑草の防除に効果を発揮する。土壌処理剤として使用される。ジニトロアニリン系（トリフルラリン、オリザリン、ペンディメタリンなど）、有機リン系（アミプロホスメチル）。
有糸分裂／微小管形成阻害【HRAC分類K2】
チューブリンに直接作用しないが、微小管の形成を妨害することにより、一年生雑草の防除に効果を発揮する。土壌処理剤として使用される。カーバメート系(クロロプロファム)。
VLCFA の阻害(細胞分裂阻害)【HRAC分類K3】
脂肪酸が、ーエロンガーゼにより長鎖化する作用を阻害し、炭素数20以上のVLCFAs（Very long-chain fatty acids、超長鎖脂肪酸）合成を阻害する。クロロアセトアミド系（アラクロール、テニルクロール）などがある。タンパク質合成阻害剤（αアミラーゼの活性を阻害）とも呼ばれる。
細胞壁(セルロース)合成阻害【HRAC分類L】
植物細胞壁の主要な構成成分である、セルロースの生合成を阻害することにより、土壌処理剤として除草効果を発揮する。一年生雑草の根や幼芽部の生育を抑制し、非選択的に植物を根から枯らす。生えている雑草だけでなく発芽も阻害するので、長期間（半年〜１年近く）草が生えてこない。非農耕地用。アジンジアミン系（トリアジフラム）、ニトリル系（ジクロベニル（DBN）、クロルチアミド（DCBN））、などがある。
アンカップリング(膜破壊)【HRAC分類M】
ジニトロフェノール系のDNOC、DNBP(ジノセブ)、ジノテルブ。日本国内では用いられていない。
脂質合成阻害(非ACCase 阻害)【HRAC分類N】
チオカーバメート系、クロロ炭酸など。チオカーバメート系除草剤は、土壌処理剤としておもに一年生イネ科雑草に対して、より除草効果を発揮する。VLCFA の阻害により効果を発揮するため、そちらに分類されることもある。
インドール酢酸様活性(合成オーキシン)【HRAC分類O】
2,4-Dなどの合成オーキシン剤は植物ホルモンのオーキシン類似の作用を利用し、植物ホルモン作用攪乱するもので、広葉植物に対して作用が強い。フェノキシカルボン酸系（MCP、2,4-PA（2,4-D）など）。
オーキシン移動阻害【HRAC分類P】
オーキシン転流阻害剤ともいう。新しい阻害形式のトウモロコシ様除草剤。日本国内では用いられない。フタラート系のナプタラム（NPA）、セニカルバゾン系のジフルフェンゾピル-ナトリウム塩。
不明【HRAC分類Z】
除草剤の作用部位は不明だが、上記分類とは異なることが推察されるグループ。有機ヒ素（DSMA、MSMA）、オキサジノン系（オキサジクロメホン）、など。

### 殺草選択性による分類
殺草選択性のあるもの
特定の植物に効果があり、他の植物には効かないもの。
（例えば、広葉雑草には効果があるが、イネ科雑草には効果なし（稲作や芝生に好都合）、というようなもの）
殺草選択性のないもの
多くの除草剤は、こちらに分類される。

### 化学的な構造による分類
化学的な構造によりフェノキシ系、ウレア系、有機リン系、ジフェニルエーテル系、トリアジン系などといった分類の仕方をする。
多くの除草剤の作用機序が未解明であった時代には構造による分類が頻繁に用いられた。一般に共通構造をもつものが同じ作用機序を有すると期待されたからである。しかしながら作用機序の研究が進むにつれ、構造分類による1グループに異なる作用機序のものが混在して含まれることがあること、PD阻害剤やPPO阻害剤など作用機序によっては構造の類似性が乏しく様々な構造系に分散してしまうことなどから、現在では欧米を中心として作用機序による分類を主として、それぞれの作用機序をさらに分類するものとして構造分類が用いられることが多い。

### 製剤別による分類
製剤別に区分した場合、以下のように分類される。これについては、農薬の項目に詳しい解説がある。
粒剤
水和剤
水溶剤
乳剤
液剤
ジャンボ剤
フロアブル剤

## 除草剤をめぐる問題
吸収移行型の非選択的除草剤パラコートは、作物栽培前に全ての植物を枯らすために用いられる。これは活性酸素の発生により作用するが、動物やヒトに対しても毒性が強い。除草剤の中では最も急性毒性が強いものであり、ときに自殺に使われて（ただし解毒剤が存在しない上にすぐには死ねず、甚だ悲惨な症状を呈する）問題となる。
2,4,5-トリクロロフェノキシ酢酸 (2,4,5-T) は、1970年代に広く使われた広葉用除草剤である。2,4,5-T自体の毒性はあまり強くないが、2,4,5-T製造過程で不純物として、微量の2,3,7,8-テトラクロロジベンゾ-p-ジオキシン（TCDD）、いわゆるダイオキシン類の一種が合成されるため、問題となった。TCDDは非常に毒性が強い。2,4,5-Tは、アメリカ合衆国では1983年に失効した。
日本では、催奇性などの疑いから1975年に失効した。国有林における植林時の使用を林野庁は1971年に止めたが、メーカーに返却したのは残量の6割余りで、26トンは17道県の50市町村（現在は42市町村）の国有林に埋めた。セメントと土に混ぜるという手法自体が土壌汚染防止に不十分と指摘されているほか、セメントと混ぜずに処分した出先機関もあり、豪雨や地震に伴う飛散が懸念されている。
オレンジ剤（いわゆる枯葉剤）は、ベトナム戦争で盛んに使われた。これは2,4,5-Tや2,4-Dの混合剤であるが、一般の2,4,5-T剤よりさらに多くのTCDDを含んでおり、実際にベトナムで健康被害の原因となったのではないかと指摘されて問題となった。
日本でも、かつて除草剤2,4-Dやクロルニトロフェンなどに、微量のダイオキシン類が含まれていたことが明らかにされ問題になったが、現在登録されている農薬には、ダイオキシン類は全く含まれていない。
また、日本で1970年代まで販売されていた、高純度（98%程度）の塩素酸ナトリウムを有効成分とする除草剤は、爆薬に転用可能であり、極左テロ集団による爆弾テロ（連続企業爆破事件）に用いられたことから、炭酸ナトリウムなどを混合して塩素酸ナトリウムの配合を下げる（50%程度）とともに、販売管理を記録する法的管理が強化された。
爆発ズボン
1930年代のニュージーランドで、除草剤として使用された塩素酸ナトリウムが羊毛や綿に付着して、爆発ズボンとなる問題が発生した。

## 使用法
現在一般に販売されている除草剤は種類が多く、製剤方法も多岐に亘っているため、製品に添付されている説明書を熟読した上で取り扱うことが大切である。不適切な取扱いを行うと、除草効果が発揮できない。
また、安全面からも注意が要る。ホームセンター等で販売されている購入者の身分証明書が不要なものであっても、不用意に取り扱うと体調不良を起こす。すぐには発症しない場合もあるので、因果関係を見落とすことも多い。中には取り扱い説明書の簡単なものもある。十分に体を保護できる衣服、ゴム手袋を用いて除草を行うべきである。場合によっては、使用後に手を洗ったり、うがいをするよう注意書きを入れているものもある。
なお、水田用除草剤の使用法については、外部リンク（下記）も参照のこと。